# Сапаргалиев, Манарбек Кадылгумарович
Манарбек Кадылгумарович Сапаргалиев (каз. Манарбек Кадылғумарұлы Сапарғалиев; 19 июня 1963, с. Огневка, Уланский район, Восточно-Казахстанская область, КазССР) — казахстанский государственный и общественный деятель. 

## Биография
Сапаргалиев Манарбек Кадылгумарович родился 19 июня 1963 года  в поселке Огневка Уланского района Восточно-Казахстанской области. По национальности казах.

### Образование
В 1988 году окончил Алма-Атинский институт народного хозяйства по специальности «Финансы и кредит», 
В 2000 году окончил Центрально-Азиатский университет по специальности «правоведение».

### Трудовая деятельность
Трудовую деятельность начал слесарем на обогатительной фабрике Белогорского комбината в 1980 г., затем служил в Советской армии. 
С 1988 по 1989 годы работал главным экономистом инспекции Государственного страхования Фрунзенского района города Алматы.
С 1989 по 1990 годы - начальник отдела развития, заместитель начальника инспекции Государственного страхования Фрунзенского района города Алматы.
С 1990 по 1991 годы - заместитель начальника инспекции Государственного страхования Фрунзенского района города Алматы. 
С 1991 по 1992 годы - начальник инспекции Государственного страхования Фрунзенского района города Алматы.
С 1992 по 1996 годы - заместитель начальника Фрунзенского отделения сберегательного банка №6217.
С 1996 по 1997 годы - вице-президент санатория "Арал".
С 1997 по 1999 годы - заместитель председателя комитета по экономике аппарата акима города Алматы.
С 1999 по 2001 годы - заместитель акима Алмалинского района города Алматы.
С 2001 по 2005 годы- первый заместитель директора департамента по государственной закупке города Алматы.
С 2005 по 2006 годы - заместитель акима Бостандыкского района города Алматы.
10 февраля 2006 года назначен первым заместителем акима города Усть-Каменогорск Восточно-Казахстанской области.
14 сентября 2006 назначен акимом города Усть-Каменогорск Восточно-Казахстанской области.
С 2007 по 2008 годы - начальник управления финансов Министерства по чрезвычайным ситуациям Республики Казахстан.
В 2009 году работал заместителем акима Бостандыкского района города Алматы.
С октября 2009 года по май 2011 года - аким Тарбагатайского района Восточно-Казахстанской области.
С мая 2011 - аким города Риддер.
12 августа 2014 года назначен председателем правления АО «Национальная компания «Социально-предпринимательская корпорация «Ертiс» по согласованию с администрацией президента и правительством Республики Казахстан. 

## Награды
Награжден медалью «За особый труд», юбилейными медалями «Қазақстан Конституциясына 10 жыл», «Қазақстан Республикасының Тәуелсіздігіне 10 жыл», орденом «Құрмет».

## Обвинение
В 2016 году Манарбек Сапаргалиев был обвинён в получении взятки от директора одного из рынков Усть-Каменогорска. Суд приговорил бывшего главу города к трём годам колонии общего режима с конфискацией имущества и пожизненным лишением права работать в государственных органах. 